# Antony Alda
Antony "Tony" Alda, född Antonio Joseph D'Abruzzo den 9 december 1956 i Saint-Julien, Frankrike, död 3 juli 2009 i Los Angeles, Kalifornien, var en amerikansk skådespelare.
Alda tillhörde en känd skådespelarfamilj, fadern var Robert Alda och han var halvbror till Alan Alda.

## Filmografi i urval
- 1980 – Melvin och Howard
- 1988 – Homeboy
- 1990–1991 – Våra bästa år (TV-serie) (82 avsnitt)
- 2004 – National Treasure